# Bahnhof Wellington
Der Bahnhof Wellington (englisch Wellington Railway Station) ist der Hauptbahnhof der neuseeländischen Hauptstadt Wellington. 

## Lage im Netz

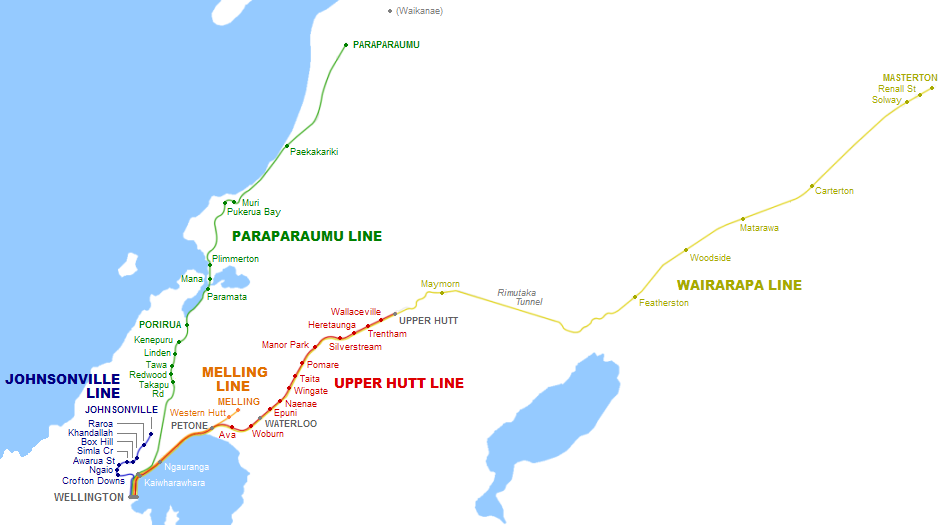
Lage des Bahnhofs Wellington im Netz

Der Kopfbahnhof ist der südliche Endpunkt der Eisenbahnstrecken
- North Island Main Trunk Railway, die Wellington mit Auckland verbindet,
- der Bahnstrecke Wellington–Woodville
- der Bahnstrecke Wellington–Johnsonville

Nördlich des Personenbahnhofes schließt sich ein Güterbahnhof an.

## Verkehr
Alle Vorort- und Regionalzug-Linien haben hier ihren Ursprung und erschließen den Großraum Wellington. Des Weiteren wird der Bahnhof von den Fernzügen Northern Explorer (nach Auckland) und Capital Connection (nach Palmerston North) sowie den Fernreisebussen des Unternehmens Intercity frequentiert. Die Stadtbusse des Unternehmens Go Wellington halten am benachbarten Busbahnhof.

## Weitere Nutzung
Im Ostflügel des Empfangsgebäudes ist das Eisenbahninfrastrukturunternehmen Ontrack untergebracht, Teile der Victoria University of Wellington im Westflügel.

## Geschichte

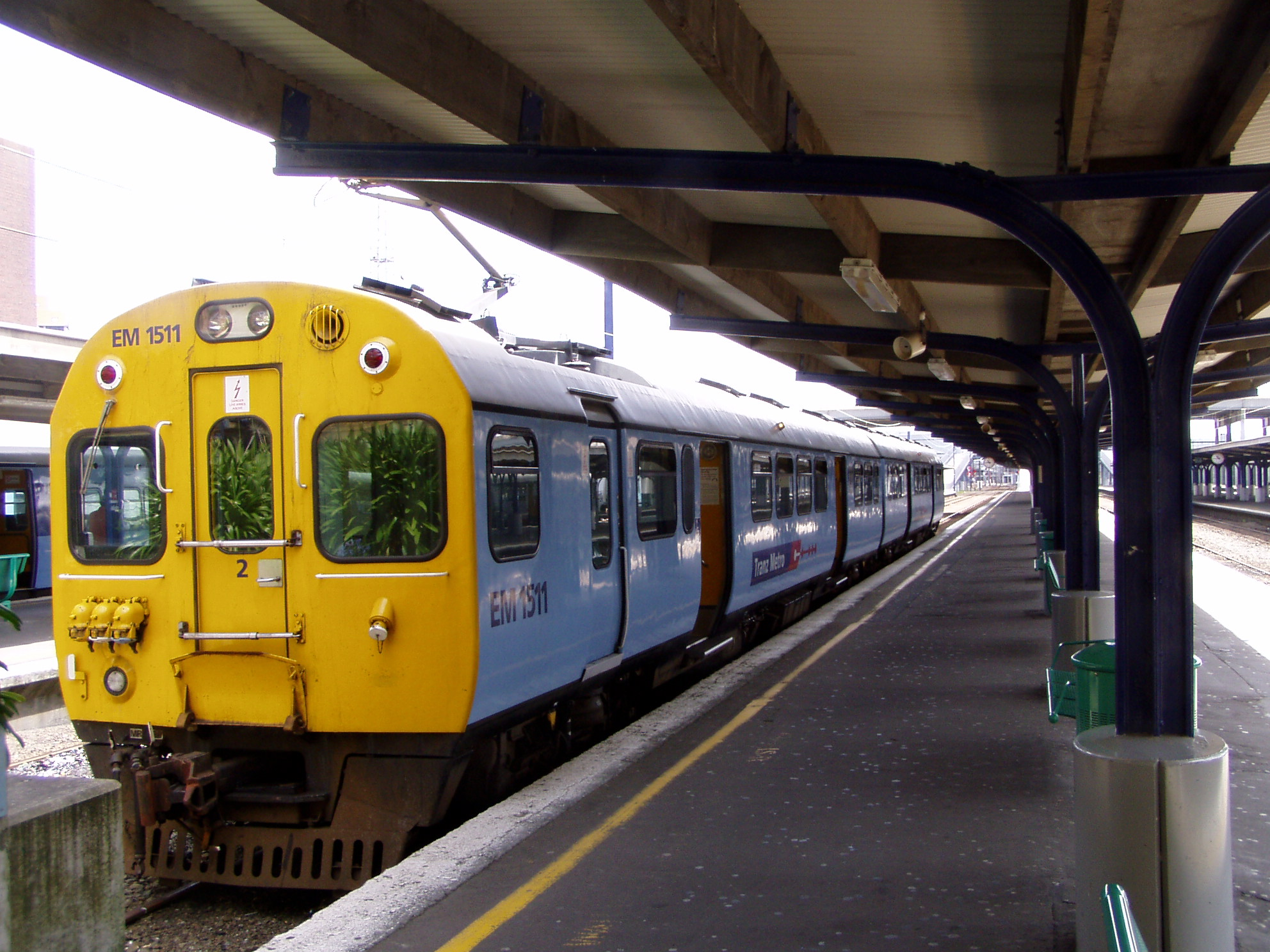
Zug der Baureihe EM im Bahnhof Wellington

1933, mitten in der von 1930 bis 1936 währenden wirtschaftlichen Depression in Neuseeland, wurde als einer der wenigen Bahnneubauten der neue Bahnhof mit dem Verwaltungssitz der Eisenbahn in Wellington begonnen. Die Arbeiten dauerten bis 1937. Der neue Bahnhof löste die beiden näher an der Innenstadt gelegenen Bahnhöfe Lambton und Thorndon ab. Seinerzeit war das Empfangsgebäude das größte Bauwerk des Landes und wurde auch als eines der ersten erdbebensicher errichtet. Entworfen wurde es von dem Architekten William Gray Young in neoklassizistischer Architektur. Den Bau übernahm die Fletcher Construction Company. Die Gesamtkosten für den Bau beliefen sich auf 350.000 Pfund.